# Флаг Осьминского сельского поселения
Флаг муниципального образования «О́сьминское сельское поселение» Лужского муниципального района Ленинградской области Российской Федерации — опознавательно-правовой знак, служащий официальным символом муниципального образования.
Флаг утверждён 12 марта 2008 года и внесён в Государственный геральдический регистр Российской Федерации с присвоением регистрационного номера 3948.

## Описание
«Флаг муниципального образования Осьминское сельское поселение Лужского муниципального района Ленинградской области представляет собой прямоугольное полотнище с отношением ширины флага к длине — 2:3, воспроизводящее композицию герба муниципального образования Осьминское сельское поселение Лужского муниципального района Ленинградской области в синем, красном и жёлтом цветах».
Геральдическое описание герба гласит: «В лазоревом поле с лазоревой покрытой чередой бегущих вправо волн, оконечностью два червлёных холма, поверх которых Святой Великомученик и Победоносец Георгий в виде золотого воина в античном одеянии и доспехе, с непокрытой, осенённой нимбом, головой, стоящего прямо, обернувшегося влево, имеющего на левой руке золотой щит, а правой рукой поражающего золотым копьём в пасть возникающего из волн в оконечности поверх всего золотого, обращённого влево змея».

## Символика
Флаг составлен на основании герба муниципального образования, в соответствии с традициями и правилами геральдики и отражает исторические, культурные, социально-экономические, национальные и иные местные традиции.
Замечательным памятником старины является Св. Георгиевская церковь в селе Осьмино — административном центре поселения. Сложенная из огромных по толщине брёвен, она воспринимается похожей на неприступную крепость. Особенно выразительно выглядела высокая звонница, напоминающая сторожевую башню. С историей этой церкви связано первое упоминание об Осьмино, относящиеся к 1498 году: «В Сумерском погосте… деревня Восьмина, а в ней церковь Егорий Велики» (тогда Осьмино относилось к Сумерскому погосту Шелонской пятины). Символ этого — Святой Георгий на флаге муниципального образования Осьминское сельское поселение.
В 1700 году через территорию современного муниципального образования Осьминское сельское поселение проходила так называемая Шереметьевская дорога на Нарву и около Осьмино был построен Большой Шереметьевский мост через реку Сабу. По берегам реки находятся обнажения девонских песчаников, которые на флаге символически отражены красным цветом холмов на берегу.
Синий цвет (лазурь) — символ красоты, любви, мира и возвышенных устремлений.
Красный цвет — символ пролитой крови, а также мужества, самоотверженности, красоты (в древнерусской традиции красный- «красивый») и солнца. Червлёный — цвет крови героев.
Жёлтый цвет (золото) — символ божественного сияния, благодати, прочности, величия, солнечного света. Символизирует также могущество, силу, постоянство, знатность, справедливость, верность.